# آرش سبحانی
آرش سبحانی (زادهٔ ۱۳ دی ۱۳۴۹ در تهران) خواننده و نوازندهٔ گیتار الکتریک ایرانی است. او آهنگساز، ترانه‌سرا، خواننده و نوازندهٔ گیتار الکتریک گروه کیوسک است و در حال حاضر ساکن شهر نیویورک آمریکا می‌باشد. سبحانی شیوه نوازندگی خود را الهام‌گرفته از تام ویتس و مارک نافلر می‌داند.

## زندگی‌نامه
آرش سبحانی زادهٔ تهران و دانش‌آموختهٔ رشتهٔ معماری از دانشگاه هنر اصفهان است. در سال ۱۳۸۵ از ایران به سان فرانسیسکو آمریکا مهاجرت کرد. فعالیت‌های جانبیِ هنریِ وی شامل برگزاری سه نمایشگاه عکاسی معماری و چندین مقاله دربارهٔ معماری و فرهنگ است؛ ولی بیشتر نام وی را به همراه «گروه موسیقی کیوسک» می‌شناسند که او بنیانگذار آن بود.
آرش سبحانی به‌عنوان ترانه‌سرای گروه کیوسک برای انجام سخنرانی پیرامون کارهایش یا شرکت در میزگرد دربارهٔ فرهنگ امروز ایران، مهمان دانشگاه‌های هاروارد، برکلی و استنفورد بوده‌است. وی از اعضا مؤسس بنیاد ایران‌ندا می‌باشد.
آرش سبحانی هم چنین در اسفند ۱۳۸۸ ترانه‌ای به نام «شبانه» و با صدای لونا شاد را آهنگ‌سازی کرد.

## فعالیت‌ها

### خارج از کیوسک
آرش سبحانی در عمر هنری خود قبل از آنکه به‌عنوان آهنگ‌ساز، خواننده و نوازندهٔ گروه کیوسک شناخته شود، با گروه‌های موسیقی متعددی همکاری داشته‌است. اولین گروهی که آرش سبحانی در آن نواخت گروه تاتار ۲ است. این گروه کار خود را با آهنگ Fight for God در آلبوم Swan Sang آغاز کردند.
آرش در گروه «راز شب» که آلبوم دار قالی را به بازار عرضه کرد، به‌عنوان آهنگ‌ساز و نوازندهٔ گیتار حضور داشت.
در گروه آور کنسرت زندهٔ «آب و آتش» را در تالار حرکت اجرا کرد. گروهِ آور در حقیقت از جمع دودسته‌ای تشکیل شده بود که نیمی از آنان بعدها گروه میرا و مابقی آن‌ها «راز شب» را تشکیل دادند.
بجز این، آرش سبحانی در آلبوم «زی با زی» اثر هومن جاوید و رامین بهنا به عنوان نوازندهٔ گیتار حضور داشته‌است.
علاوه بر این، در کارنامهٔ او، اجرای گیتار در کنسرت محمد نوری و شهریار مسرور نیز دیده می‌شود.
وی یکی از اعضای تیم نویسندگی برنامه آنتن (به انگلیسی: OnTen) بود که از شبکه تلویزیونی صدای آمریکا پخش می‌شد. وی در این برنامه که به تهیه‌کنندگی سامان اربابی شب‌های جمعه از تلویزیون فارسی صدای آمریکا پخش می‌شد به عنوان مجری نیز همکاری می‌کرد.

### در کیوسک
آرش سبحانی یکی از اعضای پایه‌گذار گروه کیوسک به‌شمار می‌رود. او علاوه بر نواختن گیتار، سراینده ترانه‌های با مضامین اجتماعی و سیاسی که کیوسک شهرت خود را مرهون آنهاست است.
اولین آلبوم گروه کیوسک به نام «آدم معمولی» با استقبال زیاد ایرانیان داخل و خارج کشور روبرو شد. آن آلبوم که در سبک راک نواخته شده بود، شامل مجموعه‌ای از آهنگ‌ها با مضامین انتقادی بود که ترکیب مناسبی از متن و موسیقی را ارائه می‌کرد.
گروه کیوسک دومین آلبوم خود را با نام «عشق سرعت» در بهار ۲۰۰۷ به بازار ارائه کرد.
مدت کوتاهی پس از انتشار این آلبوم، عشق سرعت موفق شد فروش قابل توجهی داشته باشد؛ به گونه‌ای که در ردهٔ اول رنکینگ فروش وبگاهCD baby قرار گرفت.
آلبوم سوم گروه با نام باغ‌وحش جهانی مجموعه‌ای بود که کنایه به گفتمان دهکده جهانی می‌زد و در آن گروه کیوسک گرایش بیشتری به استفاده از موسیقی کولی‌ها از خود نشان داد.
در تابستان سال ۲۰۱۰ کیوسک اقدام به ضبط اجرای زندهٔ کنسرت خود در سان فرانسیسکو کرد و این مجموعه را که شامل ترکیبی از قطعاتی جدید و قدیمی هست را به عنوان آلبوم چهارم خود با نام سه تقطیره آماده انتشار نمود.
کیوسک در مجموعه‌ای رادیویی که شامل ۱۵ آهنگ ساز بین‌المللی می‌شود در کنار آهنگ‌سازان دیگری چون تریسی چپمن، ناتالی مرچنت، منو چاو، توسط بی‌بی‌سی بین‌المللی به عنوان گروهی که زبان نسل، فرهنگ و کشورشان هستند معرفی شده‌است.
آلبوم پنجم کیوسک به نام نتیجه مذاکرات در پاییز ۲۰۱۱ به بازار عرضه شد.
تشکیلات موازی ششمین آلبوم گروه کیوسک شامل ده آهنگ است که در اول فوریه سال ۲۰۱۳ منتشر شد. این آلبوم نیز در ادامه آلبوم‌های قبلی به سبک راک ایرانی با ریشه‌هایی از بلوز و جاز، بیشتر رنگ و زمینه‌ای انتقادی از وضعیت اجتماعی و سیاسی سه دهه اخیر ایران بین سال‌های ۱۳۶۰ تا ۱۳۹۰ دارد. مانند پنج آلبوم قبل، (به جز آهنگ ششم) ترانه‌های آهنگ‌ها، خواننده اصلی آلبوم و آهنگ‌سازی کارها با آرش سبحانی بوده‌است.
آلبوم بعدی آرش سبحانی «استریو تال» نام داشت که به زندگی کامران ملت مؤسس استریو تال می‌پردازد و نوعی از آلبوم داستانی یا کانسپت آلبوم است. در این آلبوم اردلان پایوار، محمد تالانی و علی کمالی در کنار آرش سبحانی به عنوان نوازنده حضور دارند و ترانه‌سرای آلبوم نیز خود سبحانی بوده است، به‌جز ترانه «شبیه بولدوزرم» که شعری از مهدی موسوی است.
آلبوم آخر آرش سبحانی «پایان شیرین» نام دارد که یک فیلم-آلبوم است و به لحظات آخر زندگی فردی می‌پردازد که با قاصدی کر و لال برای اجرای حکم اعدام فرستاده‌شده و هیچ‌کس نمی‌داند جرمش چیست. انیمیشن این آلبوم را گروه کج‌آرت ساخته و چند ترانه آلبوم را مهدی موسوی و بقیه را خود آرش سبحانی سروده است. این آلبوم به خانواده‌های اعدام‌شدگان تقدیم شده است.

## امضای نامه فعالان سیاسی به ترامپ
آرش سبحانی یکی از امضاکنندگان نامۀ سی فرد مقیم خارج از کشور در تاریخ بیست چهارم دسامبر در سال ۱۳۹۵، برای دونالد ترامپ رئیس‌جمهور ایالات متحده آمریکا بود که در آن ضمن قیاس حکومت جمهوری اسلامی با داعش، از دونالد ترامپ درخواست شده تحریم‌های موجود علیه سپاه پاسداران انقلاب اسلامی و نهادهای مالی وابسته به سید علی خامنه‌ای را تشدید کند. همین‌طور در آن نامه از مواضع سختگیرانه آقای ترامپ علیه حکومت ایران استقبال شده‌بود. پس از انتشار این نامه، اردلان پایوار عضو گروه راک کیوسک از این گروه جدا شد.